# فايف (فرقة)
فايف ( الانجليزية ؛ Five) هي فرقة موسيقية بريطانية من لندن تتكون من الأعضاء شون كونلون وريتشي نيفيل وسكوت روبنسون. تأسست في عام 1997 من قبل نفس الفريق الذي أدار سبايس جيرلز قبل أن يبدأوا حياتهم المهنية. كانت الفرقة معروفة في الغالب بأنها تتكون من خمس افراد،هم من روبنسون ونيفيل وكونلون، بالإضافة إلى الأعضاء السابقين أبز لوف وجيسون "جي" براون. تمتع فريق خمسة بنجاح قوي في جميع أنحاء العالم، اولهم المملكة المتحدة ومعظم أوروبا وآسيا، فضلا عن نجاح قليل في الولايات المتحدة.
وفقا للصناعة الفونوغرافية البريطانية (BPI)، اعتماد فايف ل 1.6 مليون ألبوم و3.4 مليون أغنية فردية في المملكة المتحدة.باعت الفرقة حوالي 20 مليون نسخة في جميع أنحاء العالم. و انفصلوا في 27 سبتمبر 2001. قام روبنسون ولوف ونيفيل وبراون بالعوده الي الفرقة لفترة كبيرة بدون كونلون (الذي غادر قبل انفصالهم عام 2001) في سبتمبر 2006، مع فريق إدارة جديد برئاسة مدير الموسيقى ريتشارد بيك. بعد ثمانية أشهر، من حصولهم على جولة مربحة ولكنهم فشلوا في تحقيق ما يكفي من اهتمام شركة التسجيل، أعلنت فايف عبر موقعها الرسمي على الإنترنت أنها ستنفصل مرة أخرى. في عام 2012، أعلنت الفرقة أنها تخطط للم شمل آخر، هذه المرة مع كونلون على متن الطائرة. ووافق المغني الرئيسي براون في البداية على المشاركة في لم الشمل، لكنه غير رأيه لاحقا، مدعيا أنه لم يعد يريد أن يكون في أعين الجمهور.استمرت المجموعة بأربعة أعضاء فقط، لكنها قررت الاحتفاظ باسم خمسة. جنبا إلى جنب مع بلو، 911، هريرة ذرية، ظهرت فايف في المسلسل الوثائقي لم الشمل الكبير، الذي بدأ بثه في 31 يناير 2013.أعقب ذلك أداء عودة في هامرسميث في 26 فبراير 2013 وجولة ساحة حول المملكة المتحدة وأيرلندا في مايو، والتي كانت أول جولة لهم على الإطلاق بدون براون. في نوفمبر وديسمبر 2013، ترأست فرقة فايف جولتهم الخاصة، جولة فايف أعظم الزيارات، وهي أول جولة منفردة لهم كأربع اشخاص. في أغسطس 2014، أعلن لوف رحيله عن الفرقة عبر تغريدة، تاركا كونلون ونيفيل وروبنسون للاستمرار كثلاثي في عام 2021، أصدرت فايف رسميا أول أغنية منفردة لها منذ 20 عاما.

### مهنة
في عام 1997، وضع إعلان في صحيفة الفنون الأدائية في المملكة المتحدة المسرح، يطلب من المطربين/الراقصين الشباب اختبارا لمجموعة على غرار فرقة الصبي مع "الموقف والحافة".بوب وكريس هربرت، الرجلان اللذان أنشأا في وقت سابق سبايس جيرلز، اعتقدت أن الوقت مناسب لمجموعة من الذكور. خضع أكثر من 3000 من الطاملين للاختبار، بما في ذلك راسل براند، الذي أدى أغنية إكستريم "أكثر من مجرد كلمات" للقضاة.تم تضييقهم أخيرا إلى 14 فقط، خمسة منهم رتبوا أنفسهم في مجموعة أثناء انتظار اختبارهم. أسفرت الاختبارات عن اختيار مؤقت لتسعة أعضاء:ريتشي نيفيل،سكوت روبنسون،شون كونلون،جيسون "جي" براون،ريتشارد برين، وبيتر تشيشاير وبول تايلور وأنتوني بيكر (مغني الراب) وريك هيرشون. نظرا لأن اسمه الأول هو ريتشارد، استخدم برين لقبه (من اسمه الأوسط لتجنب الارتباك مع ريتشي (المولود ريتشارد نيفيل دوبسون). تم قطع شيشاير وتايلور في وقت لاحق عندما تم اختيار الأعضاء النهائيين في مايو 1997 ولم يتمكن هيرشون من حضور الاختيار النهائي. وصل بيكر إلى الفرقة في الأصل، ولكن تم إلقاء الشك على أسلوبه في الراب مع ظهور لهجته الشمالية الشرقية. كانت الإدارة تبحث في البداية عن فرقة من أربع اشخاص، ، ولكن عندما رأو هيرشون مع الآخرين قرروا أن خمس اشخاص ستعمل بشكل أفضل.
تم توقيع المجموعة لاحقا من قبل سيمون كويل وبي إم جي/RCA لصفقة من ستة ألبومات. تدرب خمسة منهم على عملهم في استوديوهات ترينيتي في كنافيل - نفس المكان الذي فعلته سبايس جيرلز قبل بضع سنوات. في نوفمبر 1997، أصدرت فايف أول أغنية منفردة لهم "سلام دونك"، الذي ظهر لأول مرة في المركز العاشر في مخطط الأغاني المنفردة في المملكة المتحدة. تم إصدار الأغنية أيضا في الولايات المتحدة في عام 1998 ولكن لم تحقق نجاحا يذكر في الرسم البياني، حيث وصلت إلى المركز 86 في لَوْحة إعْلاناتٍ ساخنة 100، على الرغم من أنه تم اختيارها على أنهاأغنية الدوري الاميركي للمحترفين الجديدة. في عام 1998، حصل خمسة على أول نجاح دولي كبير لهم، "عندما تنطفئ الأنوار"، التي كسرت المراكز العشرة الأولى في الولايات المتحدة وحصلت على المركز الذهبي هناك بعد فترة وجيزة. ثم ذهب خمسة في جولة لمدة ثمانية أيام للترويج لألبومهم القادم، وظهروا في حفلة موسيقية خاصة لقناة ديزني مع الأيرلنديةمجموعة فتيات في تايمز سكوير في مدينة نيويورك وما إلى ذلك إم تي فيتي إل. الألبوم الأول بلغت فايف ذروتها في المرتبة 27 في الولايات المتحدة.لوحة بيلبورد 200 وتصدرت الرسوم البيانية في بلدان أخرى في جميع أنحاء العالم، بما في ذلك المملكة المتحدة. اصدرت "إنها الأشياء التي تفعلها" في أواخر عام 1998 في الولايات المتحدة، فقط لتلقي استقبال فاتر. شرعت المجموعة في جولة في الولايات المتحدة مع فرقة الفتيان الأمريكيةنيسنز، ولكن بعد فترة وجيزة من الانسحاب بسبب الإرهاق، والعودة إلى إنجلترا للراحة وبدء العمل على ألبوم جديد. لا يزال من الألبوم الأول، "حصلت على الشعور"، "استيقظ الجميع"، و"تم إصدار جميع الأغاني المنفردة في المملكة المتحدة طوال عام 1998. وصل خمسة منهم إلى المراكز الخمسة الأولى في العديد من البلدان في جميع أنحاء العالم، وارتفع كل من الفرديين الأخيرين إلى المركز الثاني في المملكة المتحدة. كان أحد العناصر المهمة في شعبية فايف هو تشابهها مع مجموعات مثلأطفال جدد على الكتلة،شرق 17، الباك ستريت بويز ونيسنز بأسلوبها الموسيقي المعبر وصورة "الشارع"، على النقيض منخذ ذلك،بويزون، و98 درجة، الذين كانوا معروفين في ذلك الوقت في المقام الأول بأغانيهم. كتب خمسة أيضا أو شاركوا في كتابة غالبية أغانيهم، والتي كانت غير نمطية لفرق الفتيان في ذلك الوقت.
تم تقديم خمس أغاني مشهورة تبين أنها كانت نجاحا كبيرا لبريتني سبيرز و مزامنة. في عام 1997،كان ماكس مارتن يعمل على أغنية جديدة بعنوان، "... حبيبي مرة أخرى." تمت كتابته في الأصل من أجل شارع خلفي الأولاد،وتم رفضه. ثم تم تقديم الأغنية إلى TLC، الذين لم يكونوا مهتمين أيضا. سمع سيمون كويل الأغنية وعرف أنها ستكون ناجحة. عرض على مارتن أستون مارتن إذا أعطى مارتن الأغنية لفرقته الصبية، فايف. بدأ خمسة في البداية في كتابة الآيات؛ ومع ذلك، وعد مارتن الأغنية بالصعودةبريتني سبيرز. في الحفاظ على كلمته، ذهبت الأغنية النهائية إلى بريتني.
بير كويل، "تلقيت مكالمة من أريستا ريكوردز في أمريكا ولعبوا لي ضربني بيبي على الهاتف. كنت مثل، "يا إلهي، هذا كل شيء" لذلك اتصلت بماكس مارتن، الذي كتبه، وقلت، "ماكس، لقد سمعت للتو هذا العرض التوضيحي. من فضلك أعطني إياها مقابل خمسة". وذهب، "لا أستطيع، لقد وعدت بريتني سبيرز بذلك." ذهبت، "من؟ ثق بي يا ماكس، لن يحقق أحد نجاحا كبيرا باسم مثل بريتني سبيرز. فقط فكر في الأمر، من فضلك من فضلك من فضلك." بعد أربع وعشرين ساعة عاد وقال "لا، سأعطيها لها"، وكان هذا كل شيء."لكنني أعتقد أن النقطة المهمة هي أن تلك الأغنية كانت ستكون ناجحة لأي شخص. كنت أعرف أنه كان من الممكن أن يكون ضربا ل فايف، كان من الممكن أن يكون نجاحا ل تي ال سي، كان نجاحا لبريتني سبيرز. كانت هناك إصدارات ريفية، وإصدارات بديلة: كانت مجرد أغنية ناجحة، لا شك في ذلك، ووجود تلك الأغنية الناجحة الأولى هو أهم جزء في مهنة الفنان، وأيضا الجزء الأكثر صعوبة في كسر مهنة أي شخص.
تم عرض خمسة في وقت لاحق "وداعا وداعا"، بقلم مارتن مع الأغنية الوحيدة المكتملة هي "ليست كذبة يا حبيبي، وداعا وداعا". عند سماع الأغنية ومحاولة كتابة الآيات، أشار روبنسون إلى أنها تبدو أشبه بأغنية "احساس أكثر من أغنية فايف. مررت الفرقة الأغنية لاحقا.

### الاعضاء
الأعضاء الحاليون
- سكوت روبنسون (1997-2001، 2006-2007، 2012-الحاضر)
- ريتشي نيفيل (1997-2001، 2006-2007، 2012-الحاضر)
- شون كونلون (1997-2001، 2012-الحاضر)

#### اعضاء سابقون
- ريتشارد عابدين برين (1997-2001، 2006-2007، 2012-2014)
- جي براون (1997-2001، 2006-2007)

### ديسكوغرافيا
- فايف (1998)
- لا يقهر (1999)
- حجم الملك (2001)
- الوقت (2022)

### الجوائز
جوائز بريت
- أفضل عمل بوب - 2000[34]
- جوائز إم تي في الموسيقية الأوروبية
- جائزة إم تي في المختارة - 1998
- جوائز تلفزيون الواقع الوطني

أفضل عمل موسيقي (في برنامج تلفزيوني واقعي) - 2013
- جوائز سيلفر كليف
- أفضل وافد جديد - 2000
- حفلة الفائزين في استطلاعات سحق الضربات

أفضل قانون جديد - 1997
- أفضل قص شعر (سكوت روبنسون) - 1997، 1998، 1999
- أفضل فرقة بريطانية - 1998، 1999، 2000
- أفضل ألبوم - 1998
- أفضل غلاف - 1998

جوائز TMF (هولندا)
- أفضل أغنية فردية - 2000
- أفضل ألبوم - 2000
- أفضل مجموعة دولية - 2000

جوائز التلفزيون
- أفضل فرقة جديدة - 1999
- أفضل أغنية منفردة ("سنهزك" (غطاء الملكة)) – 2000